# Soledad García
Agustina Soledad García (Córdoba, 12 de junio de 1981) es una exjugadora argentina de hockey sobre césped que se desempeñó como delantera. Jugó en los clubes Rot Weiss (Alemania), Universitario de Córdoba (Argentina), Push (Holanda), SCHC (Holanda), en GEPU (Argentina) y San Jorge RC (Argentina). Actualmente, se desempeña como head coach de Uru Cure Rugby Club, institución de Río Cuarto, provincia de Córdoba. 
Fue integrante de Las Leonas, la Selección nacional de hockey sobre césped femenino con la que ganó el Campeonato Mundial de Perth 2002 y Rosario 2010, la medalla de plata en los Juegos Olímpicos de Sídney 2000 y la medalla de bronce en los Juegos Olímpicos de Atenas 2004 y Pekín 2008, entre otros logros. Sole fue elegida dos veces Mejor Jugadora Joven del Mundo por la Federación Internacional de Hockey en 2002 y 2004.
Integró la selección juvenil que fue subcampeona en el Mundial de Quilmes de 2001, ocasión en la que jugó con los ligamentos de la rodilla rotos.

## Títulos

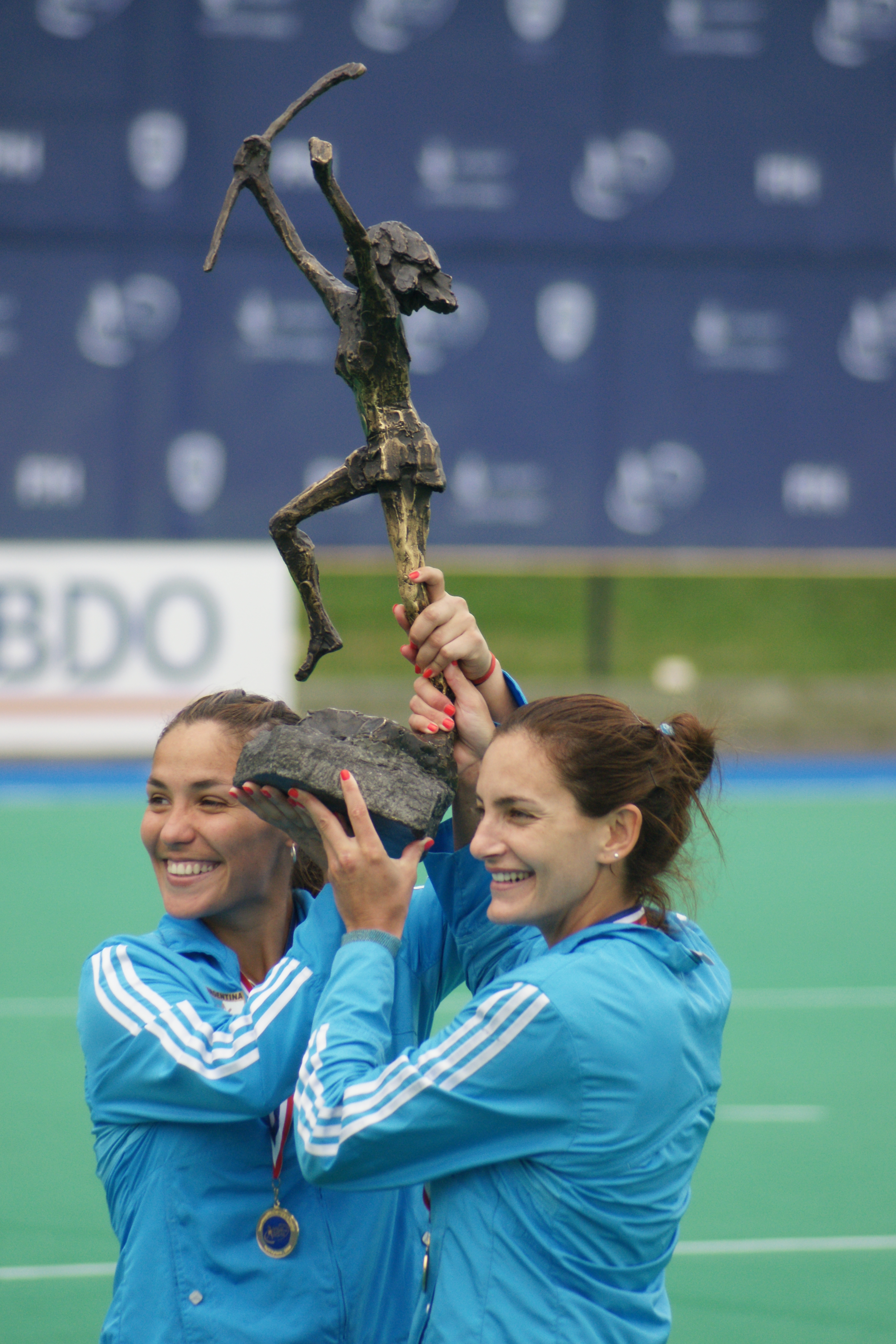
Luciana Aymar y Soledad García con el trofeo del Champions Trophy 2010

- 1997 - Medalla de oro en los Juegos Panamericanos Junior (Santiago, Chile)
- 1997 - Medalla de bronce en el Campeonato Mundial Junior (Seongnam, Corea)
- 1999 - Medalla de oro en los Juegos Panamericanos (Winnipeg, Canadá)
- 2000 - Medalla de oro en los Juegos Panamericanos Junior (Bridgetown, Barbados)
- 2000 - Medalla de plata en los Juegos Olímpicos (Sídney, Australia)
- 2001 - Medalla de oro en la Copa Panamericana (Kingston, Jamaica)
- 2001 - Medalla de plata en el Campeonato Mundial Junior (Quilmes, Argentina)
- 2002 - Medalla de plata en el Champions Trophy (Macao, China)
- 2002 - Medalla de oro en el Campeonato Mundial (Perth, Australia)
- 2003 - Medalla de oro en los Juegos Panamericanos (Santo Domingo, República Dominicana)
- 2004 - Medalla de oro en la Copa Panamericana (Bridgetown, Barbados)
- 2004 - Medalla de bronce en los Juegos Olímpicos (Atenas, Grecia)
- 2004 - Medalla de bronce en el Champions Trophy (Rosario, Argentina)
- 2006 - Medalla de bronce en el Campeonato Mundial (Madrid, España)
- 2007 - Medalla de plata en el Champions Trophy (Quilmes, Argentina)
- 2008 - Medalla de oro en el Champions Trophy (Mönchengladbach, Alemania)
- 2008 - Medalla de bronce en los Juegos Olímpicos (Pekín, China)
- 2009 - Medalla de oro en el Champions Trophy (Sídney, Australia)
- 2010 - Medalla de oro en el Champions Trophy (Nottingham, Inglaterra)
- 2010 - Medalla de oro en el Campeonato Mundial (Rosario, Argentina)
- 2011 - Medalla de plata en el Champions Trophy (Ámsterdam, Países Bajos)
- 2011 - Medalla de plata en los Juegos Panamericanos (Guadalajara, México)

## Premios
- 2000 - Goleadora del Campeonato Panamericano Junior
- 2000 - Premio Olimpia de oro (Selección femenina de hockey sobre césped Las Leonas)
- 2000 - Rombo de Oro (Mejor deportista cordobesa del año)
- 2002 - Mejor Jugadora Joven del Mundo
- 2004 - Mejor Jugadora Joven del Mundo
- 2005 - Goleadora del Champions Trophy de Camberra
- 2010 - Integrante del Equipo de las Estrellas de la Federación Internacional de Hockey
- 2011 - Integrante del Equipo de las Estrellas de la Federación Internacional de Hockey